# Daniel F. Steck

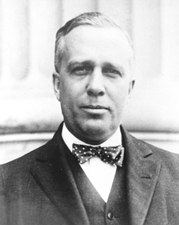
Daniel F. Steck

Daniel Frederic Steck, född 16 december 1881 i Ottumwa, Iowa, död 31 december 1950 i Ottumwa, Iowa, var en amerikansk demokratisk politiker. Han representerade delstaten Iowa i USA:s senat 1926-1931.
Steck avlade 1906 juristexamen vid State University of Iowa (numera University of Iowa). Han inledde sedan sin karriär som advokat i Ottumwa. Han tjänstgjorde som officer i första världskriget och skickades till Frankrike.
Steck gjorde sig känd som motståndare till Ku Klux Klan inom veteranorganisationen American Legion. Han utmanade sedan sittande senatorn Smith W. Brookhart i senatsvalet 1924. Efter rösträkningen förklarades Brookhart som valets segrare med knapp marginal. Steck vägrade att godkänna valresultatet. Brookhart fick fortsätta som senator fram till 1926. Senaten avgjorde 12 april 1926 tvisten om valresultatet i Iowa till Stecks fördel trots att demokraterna var i minoritet. Han efterträdde därefter Brookhart som senator för Iowa. Steck kandiderade 1930 till omval men förlorade mot kongressledamoten Lester J. Dickinson.
Steck förlorade i demokraternas primärval inför senatsvalet 1932 mot Richard L. Murphy som sedan vann själva senatsvalet.
Stecks grav finns på Ottumwa Cemetery i Ottumwa.